# Provincia Ragusa
Ragusa este o provincie în regiunea Sicilia în Italia.